# Hinsdale (hrabstwo Cheshire)
Hinsdale – jednostka osadnicza w Stanach Zjednoczonych, w stanie New Hampshire, w hrabstwie Cheshire.